# 戦時改描

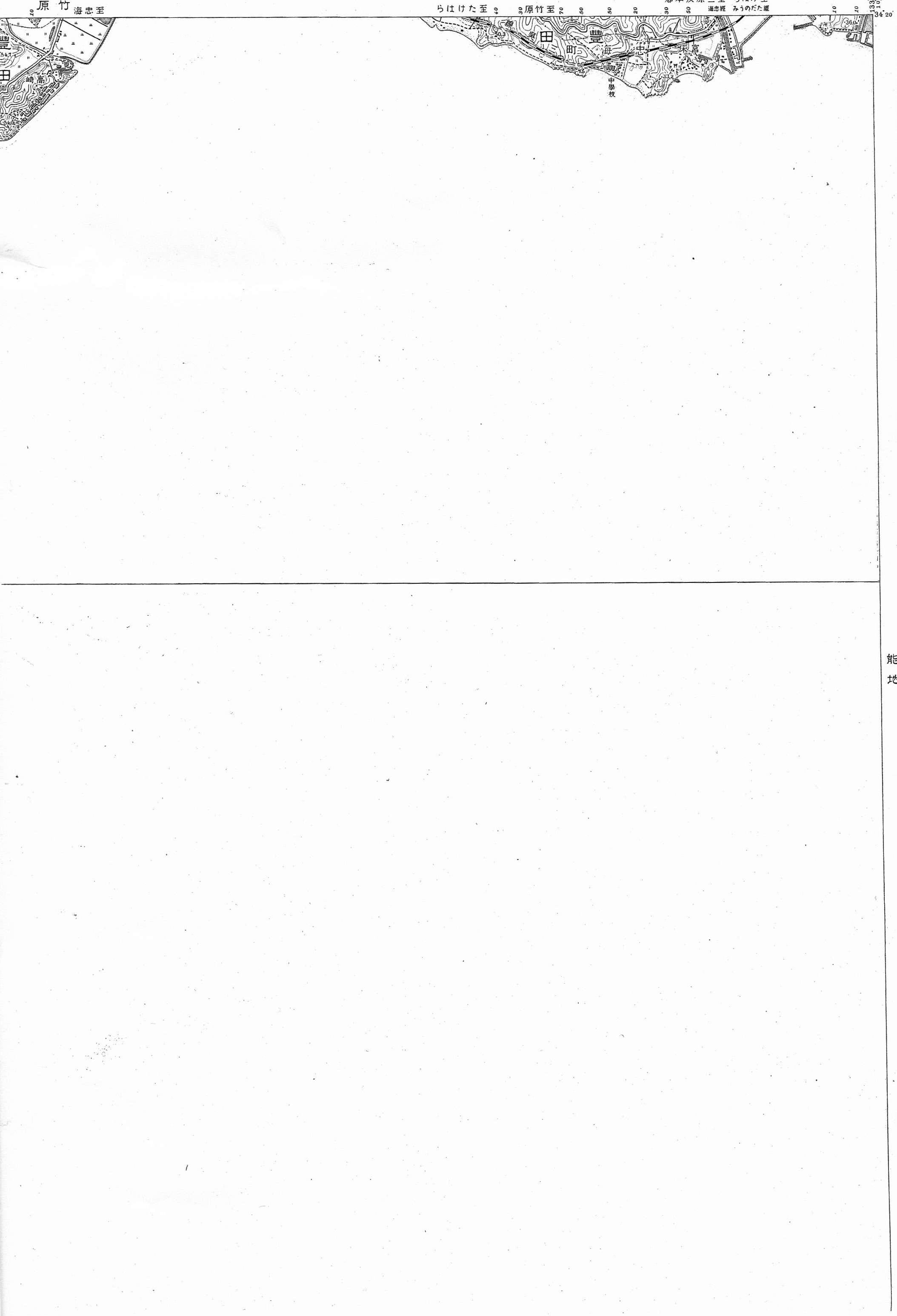
1938年頃の広島県忠海沖の地図「明神(二万五千分一地形圖 ; 廣島 3號 三津ノ1)」
地図中央部の右側にあるはずの大久野島（小久野島も含む）が丸ごと削除されている。

戦時改描（せんじかいびょう）とは、軍事的に重要な施設が、地形図上に偽って表現されたことである。初期には重要な施設を空白にしておく「省略改描」であったが、第一次世界大戦での首都爆撃を機に架空のリンゴ畑や桑畑が描かれるようになった。日本では主に第二次世界大戦中、陸軍参謀本部の外局である陸地測量部によって行われた。対象となったのは、軍事施設、基幹産業関連、皇室関連施設などで、その施設への攻撃などを恐れたためと考えられる。陸地測量部の主な仕事は改描と敵の改描の看破であり、貯水池は芝生、火薬庫は桑畑にしたりした。改描を行った際には、軍事関係の記号を「陸海軍官衙」として星の下に錨を描いた記号に変更したり、図郭外左下の地図の価格を改描済のものは（定価金拾参銭）のように丸括弧で囲み、改描していないものは［定価金拾参銭］と括弧の形を変えるなどして、改描の区別を行った例が知られている。
また、日本では1942年（昭和17年）10月1日からは、地形図そのものの販売が禁止された。戦時改描については、地名など地図に関することに詳しい今尾恵介が多く指摘している。

## 具体的な対象
- 宮城（現在の皇居）
- 浄水場
- 兵器工場 - 化学兵器工場があった大久野島などが代表例
- 油田[4]